# Língua tártara da Sibéria
Tártara da Sibéria (Себер Татар тел, Seber Tatar tel) é um idioma turcomano falado na Rússia, primariamente no oeste da Sibéria, pelos tártaros da Sibéria. Embora alguns autores como Akhatov, Zaliai, Zakieva e Tumasheva creem que se trata de um mero conjunto oriental de dialetos da língua tártara,  outros como Dulzon, Tomilov e Valeev veem o tártaro siberiano como língua autônoma.

## Dialetos
O tártara da Sibéria consiste em três dialetos: Tobol-Irtysh, Baraba e Tom. De acordo com DG Tumasheva, o dialeto baraba é gramaticalmente mais próximo do dialeto do sul do altai, quirguiz e tem semelhanças gramaticais significativas com chulym, khakas, shor e tuvana. O dialeto Tomsk é, em sua opinião, ainda mais próximo do Altai e de línguas semelhantes. A fala de Tevriz do dialeto Tobol-Irtysh compartilha elementos significativos com as línguas turcas siberianas, nomeadamente com Altai, Khakas e Shor.
Embora Gabdulkhay Akhatov fosse um tártaro do Volga, ele mergulhou no estudo das peculiaridades fonéticas da língua tártara siberiana da população indígena da Sibéria, os tártaros siberianos. Em seu clássico trabalho de pesquisa fundamental " 'The Dialect of the West Siberian Tatars' " (1963) Akhatov escreveu sobre  'Tobol-Irtysh Siberian Tatars' , um grupo ocidental de tártaros siberianos, que são nativos dos Oblasts de Omsk e Tiumen
Em seu clássico trabalho de pesquisa fundamental "Dialect of the West Siberian Tatars" (1963) Gabdulkhay Akhatov escreveu sobre um reassentamento territorial dos tártaros Tobol-Irtysh de áreas de Tyumen e Omsks. Submetendo uma análise abrangente e integrada do sistema fonético, da composição lexical e da estrutura gramatical, o cientista concluiu que a língua dos tártaros siberianos é uma língua separada, é dividida em três dialetos e é uma das línguas turcomanas mais antigas.
O Professor G.Akhatov denominou os  dialetos do tártaro Siberiano dos dialetos de Tyumen e de Omsk da Tártaros Siberianos Ocidentais, enquanto os dialetos Baraba e Tom Tatars ele nomeou dialetos dos Tártaros Siberiamo Orientais.

Professor [Gabdulkhay Akhatov. Mapa do dialeto Tobol-Irtysh dos tártaros da Sibéria, 1965

## Alfabetos
| Cirílico | Latino       | IPA        | Notas |
| -------- | ------------ | ---------- | --- |
| А а      | A a          | [a]        | |
| Ә ә      | Ä ä          | [æ]        | |
| Б б      | B b          | [b]        | |
| В в      | W w, V v     | [w]; [v]   | V v em palavras estrangeiras                                                                                       |
| Г г      | G g          | [ɡ]        | |
| Ғ ғ      | Ğ ğ          | [ɣ]        | |
| Д д      | D d          | [d]        | |
| Е е      | E e, Ye ye   | [e]        | Cirílico Е е também usado como [je] em palavras russas; em outros casos, os tatars siberianos usam Йе йе ( Ye ye ) |
| Ё ё      | Yo yo, Yö yö | [jo]       | usado em loandwords russo, em outros casos tártaros siberianos usam Йо йо , Йө йө ( Yo yo , Yö yö )                |
| Ж ж      | J j          | [ʒ]; [ʑ]   | |
| З з      | Z z          | [z]        | |
| И и      | İ i          | [i]        | |
| Й й      | Y y          | [j]        | |
| К к      | K k          | [k]        | |
| Ҡ ҡ      | Q q          | [q]        | |
| Л л      | L l          | [l]        | |
| М м      | M m          | [m]        | |
| Н н      | N n          | [n]        | |
| Ң ң      | Ŋ ŋ          | [ŋ]        | |
| О о      | O o          | [ʊ̞]; [o]   | |
| Ө ө      | Ö ö          | [ø]        | |
| П п      | P p          | [p]        | |
| Р р      | R r          | [ɾ]; [r]   | |
| С с      | S s          | [s]        | |
| Т т      | T t          | [t]        | |
| У у      | U u, W w     | [u]; [w]   | ул – ul; уаҡыт – waqıt                                                                                             |
| Ү ү      | Ü ü, W w     | [y]; [w]   | күреү – kürew |
| Ф ф      | F f          | [f]        | |
| Х х      | X x          | [χ]        | |
| Һ һ      | H h          | [h]        | |
| Ц ц      | C c          | [t͡s]       | |
| Ч ч      | Ç ç          | [tʃ]; [tɕ] | |
| Ш ш      | Ş ş          | [ʃ]; [ɕ]   | |
| Щ щ      | Şç şç        | [ɕɕ]       | Só em palavras russas                                                                                              |
| Ъ ъ      | -            | [-]        | |
| Ы ы      | I ı          | [ɤ]; [ɯ]   | |
| Ь ь      | -            | [ʲ]        | |
| Э э      | E e          | [e]        | |
| Ю ю      | Yu yu, Yü yü | [ju]       | usado em empréstimos russos, em outros casos os tártaros siberianos usam Йу йу , Йү йү ( Yu yu , Yü yü )           |
| Я я      | Ya ya, Yä yä | [ja]       | usado em empréstimos russos, em outros casos os tártaros siberianos usam Йа йа, Йә йә (Ya ya, Yä yä)               |

## Fonologia

### Vogais
|         | Anterior | Anterior | Posterior | Posterior |
| ------- | -------- | -------- | --------- | --------- |
| Fechada | и /i/    | ү /y/    | у /u/     | у /u/     |
| Medial  | е /e/    | ө /ø/    | о /o/     | ы /ɤ/     |
| Aberta  | ә /æ/    | ә /æ/    | а /a/     | а /a/     |

### Consoantes
|             | Bilabial | Alveolar | Pós- alveolar | Velar   | Uvular |
| ----------- | -------- | -------- | ------------- | ------- | ------ |
| Plosiva     | п /p/    | т /t/    |               | к /k/   | ҡ /q/  |
| Fricativa   | б /β/    | с /s/    | ш /ʃ/         | г /ɣ/   | ғ /ʁ/  |
| Africada    |          | ц /t͡s/   |               |         |        |
| Nasal       | м /m/    | н /n/    |               | (ң /ŋ/) | ң /ɴ/  |
| Vibrante    |          | р /r/    |               |         |        |
| Aproximante | в /w/    | л /l/    | й /j/         |         |        |

/ŋ/ pode ser alofone de  /ɴ/.